# L'Haÿ-les-Roses
L'Haÿ-les-Roses (pronunțat: [la'ilεRoz]) este un oraș în Franța, sub-prefectură a departamentului Val-de-Marne, centrul arondismentului cu același nume (L'Haÿ-les-Roses), în regiunea Île-de-France.

## Geografie
- L'Haÿ-les-Roses este așezat la sud-est de Paris, la circa 8,5 kilometri depărtare de centrul capitalei.

- Jumătate din orașul L'Haÿ-les-Roses este situat pe valea Bièvre (pronunțat: [bjεvR]), iar cealaltă jumătate se află pe platoul Longboyeau.
- Orașul are 6 cartiere, și anume:
  - Blondeaux,
  - Centre,
  - Jardin Parisien,
  - Lallier,
  - Vallée-aux-Renards,
  - Petit Robinson.

## Istorie
După ocupația romană, Clovis I, învingător, convertit la creștinism, se pare că ar fi distribuit o parte importantă din pământurile actualei periferii pariziene Bisericii din Paris, între care teritoriul actualei localități L’Haÿ-les-Roses. Cel mai vechi document care confirma drepturile Bisericii din Paris asupra pământurilor din Laiacum este o cartă (un hrisov) a lui Carol cel Mare (Charlemagne), datată din 798. Numele de Laiacum sau Lagiacum, care desemneză, în Evul Mediu, actualul L’Haÿ-les-Roses, ar putea să evoce un vechi proprietar al acestui teritoriu, un roman al cărui nume era Lagius. În cursul secolelor, micul sat „Lay” se dezvoltă, începând cu strada Tournelles, cea mai veche stradă a localității și devine «L’Haÿ», (pronunțat [la'i]). Comuna participă la avântul industrial, dezvoltând mici fabrici legate de natura argiloasă a solului său: lucrări de gips, cariere, două cărămidării, în care lucrau mai multe sute de persoane, până în anii 1950.
La începutul acestui secol al XXI-lea, orașul s-a consacrat reînvierii acestui material natural, călduros și ecologic, care este argila, după cum o mărturisește nou-nouța clădire a Primăriei. 
În 1914, L’Haÿ, a devenit L’Haÿ-les-Roses, onorând astfel notorietatea și excepționala frumusețe a noului său Rozariu.

## Atracții turistice

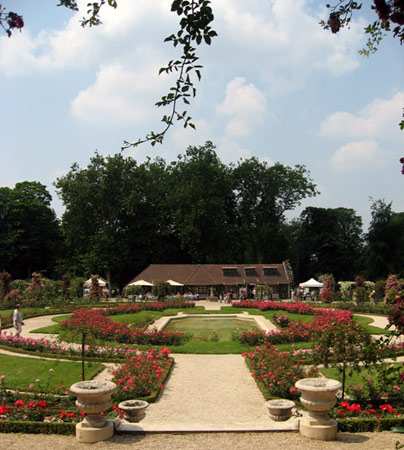
Vedere dinspre domul Rozariului din L'Haÿ-les-Roses. În penultimul plan, Pavilionul normand.

- Până în 1914, comuna se numea doar "L'Haÿ" (pronunțat [la'i]). I s-a schimbat numele pentru a marca prezența rozariului „Roseraie de L'Haÿ” (pronunțat: [RozRεdəla'i]), sau „Roseraie du Val-de-Marne”, un foarte frumos parc cu trandafiri de o extraordinară diversitate de forme și culori. Rozariul a fost creat de Jules Gravereaux (pronunțat: [ʒylgRavRo]), în anul 1899. Rozariul din Val-de-Marne propune vizitatorului, fără îndoială, cea mai frumoasă colecție de trandafiri din Franța... El posedă o colecție de 3000 de trandafiri, fiind cel mai mare rozariu din lume. Perioada optimă de vizitare a Rozariului este luna iunie.
- Orașul are peste 40 de hectare de spații verzi.
- Muzeul Trandafirului

## Economia
- În oraș există 5.523 de angajați, în diferite locuri de muncă.
- Numărul persoanelor active: 14.552.
- Numărul femeilor active: 47,2% din populația activă a orașului.
- Numărul de locuitori într-o locuință (medie): 2,62.
- Numărul familiilor având cel puțin un automobil: 81,3%.

## Demografie
Astăzi, orașul are 29.660 de locuitori. În anul 1800, avea 325, iar peste o sută de ani, în 1900, avea 1.011 locuitori.
Pe categorii de vârste, populația orașului L'Haÿ-les-Roses este următoarea:
- 0 - 19 ani: 25 %
- 20 - 59 de ani: 56 % (de la 20 la 39 de ani: 28,41 % și de la 40 la 59 de ani : 27,19 %)
- 60 de ani și mai mulți: 19 % (de la 60 la 74 de ani : 13,49 %, iar de peste 75 de ani: 5,86 %).

## Curiozitate lingvistică
Numele localității « L'Haÿ-les-Roses » (ca și Pierre Louÿs) este una din rarele utilizări ale tremei (două puncte) pe "y" → (ÿ), în franceză. Numele localității se pronunță: [la'ilεRoz].

## Viața muzicală
Orchestra de Armonie a Asociației Muzicale din Val de Bièvre a fost creată în anul 1980. Își reînnoiește, în permanență repertoriul, compus din lucrări variate (clasice, jazz, varieteu, muzică din filme...).
Orchestra este compusă din vreo patruzeci de muzicieni proveniți din l'Haÿ-les-Roses  și din orașele învecinate. Aceștia sunt cu toții muzicieni amatori, și vin, înainte de toate, din plăcerea de a cânta la instrumentul preferat.

## Persoane celebre
- Arthur Bernède (1871-1937), autor dramatic și romancier.
- Eugène Chevreul (1786-1889), chimist.
- Pierre Gandon (1889-1990), desenator și gravor de timbre.
- Jules Gravereaux (1844-1916), rhodolog, creator al Rozariului de la L'Haÿ-les-Roses
- Marcelle Géniat (1881-1959), actriță
- Michel Ange Tognini (1949), astronaut
- Jean-Marc Rouvière (n. 1958), eseist.
- Laurent Boyer (n. 1958), animator de televiziune și de radio
- Pierre André Senizergues (n. 1963), industriaș ecologist
- Franck Lagorce (n. 1968), automobilist de curse.
- Clémence Poésy (n. 1982), actriță.

## Înfrățiri
- Omagh (Irlanda de Nord)
- Bad Hersfeld (Germania)